# Tyrannochthonius contractus
Espèce
Synonymes
- Chthonius contractus Tullgren, 1907

Tyrannochthonius contractus est une espèce de pseudoscorpions de la famille des Chthoniidae.

## Distribution
Cette espèce se rencontre en Afrique du Sud, au Lesotho, au Zimbabwe, aux Seychelles, en Érythrée et en Guinée.

## Publication originale
- Tullgren, 1907 : Chelonethiden aus Natal und Zululand. Zoologiska studier tillägnade Professor T. Tullberg, Uppsala, p. 216-236.